# 烤饼
烤餅，是烘焙類麵粉製品的統稱，世界上不少地區都有，種類很多。

## 常見的烤餅類食品

### 亞洲
- 中式面饼（中國大陸）
- 麻醬燒餅（中國大陸）
- 光酥餅（中國大陸）
- 蔥油餅（中國大陸、台灣）
- 饢（中國大陸、中亞、南亞）
- 銅鑼燒（日本）
- 印度煎餅
- 印度抛饼

### 歐美
- 司康餅（英國）
- 比萨饼（意大利）
- 窩夫（歐洲、美國）
- 薄烤餅（歐洲、美國）
- 烤麵餅（英國）
- 可麗餅（法國）